# Droits d'auteur de Sa Majesté le Roi du chef du Canada
Les droits d'auteur de Sa Majesté le Roi du chef du Canada ou la dénomination Sa Majesté le Roi du chef du Canada font référence aux droits d'auteur de la Couronne du Canada, autorisé par le gouvernement du Canada ou ses ministères et agences.
Le gouvernement du Canada autorise l'utilisation d'image sous certaines conditions. Ci-dessous se trouve une déclaration du gouvernement du Canada sur l'utilisation d'images provenant de ses sites web :
- de faire preuve de diligence raisonnable quant à la précision du contenu reproduit;
- de préciser le titre complet du contenu reproduit, ainsi que l'auteur (s'il y a lieu);
- de préciser qu'il s'agit d'une reproduction de la version disponible au [adresse URL où le document original se trouve]. »

## Annexe